# Stjärnsmäll i Frukostklubben
Stjärnsmäll i Frukostklubben är en svensk komedifilm från 1950 skriven och regisserad av Gösta Bernhard. En filmatisering av det populära radioprogrammet Frukostklubben med Sigge Fürst.

## Om filmen
Stjärnsmäll i Frukostklubben har visats i SVT, bland annat i januari 2020.

## Rollista
- Sigge Fürst – Sigge Fürst, ledare för Frukostklubben
- Åke Söderblom – Krutis "Trollet" Svensson, före detta mästerboxare
- Sven Lindberg – Gunnar Larsson, författare
- Gus Dahlström – Gus Dahlström, revyartist
- Holger Höglund – Holger, revyartist
- Kai Gullmar – fru Svensson, granne med Axelssons systers svägerska
- Gunnar "Knas" Lindkvist – Fix, detektiv
- Carl-Gustaf Lindstedt – Fix, detektiv
- Marianne Löfgren – Tilda Svensson, sammanlevande med "Trollet"
- Douglas Håge – Toning, direktör för AB Planetfilm
- Arne Källerud – Bergström, pensionatsgäst
- Sven Arefeldt – Sven, pianist på Lilla Revy-Teatern
- Gösta Bernhard – endast röst (ej med i filmen)

## Musik i filmen
- Lördagsmelodin, kompositör Per-Martin Hamberg, text Stig Bergendorff, sång Sigge Fürst piano Allan Johansson klarinett Oscar Rundqvist och på dragspel Andrew Walter
- Good Morning (God morgon), kompositör Nacio Herb Brown, engelsk text Arthur Freed svensk text Per-Martin Hamberg, sång Sigge Fürst, Curt Randelli, Evy Edoff, Andrew Walter med flera
- Daisy Bell (Tilda lilla), kompositör och text Harry Dacre, svensk text Gösta Bernhard, sång Sigge Fürst
- Hm, sa' paddan, kompositör Sven Arefeldt, text Roland Eiworth, sång och piano Sven Arefeldt
- Får jag komma på fredag när farsan har löning?, kompositör och text Gus Dahlström, sång Gus Dahlström och Holger Höglund
- Berättelse och sång om Löjtnant Sparre och Elvira Madigan, den sköna konstberiderskan, hvilka båda för egen hand och af kärlek sköto ihjäl sig i Tåsinge, Danmark (Sorgeliga saker hända), text Johan Lindström Saxon, instrumental